# Unalit
Unalit NV was een internationale fabrikant van houtvezelplaten (vezelplaat), hardboard, zachtboard en andere bouwmaterialen. Het bedrijf werd in 1939 in België opgericht als onderdeel van de Union Allumettière S.A. door K.E. Hedborg die een licentie had verworven voor het maken van hard- en zachtboardplaten. De productie van hardboard werd als Masonite in 1924 gepatenteerd door William H. Mason, collega en vriend van Thomas Edison.
Na de Tweede Wereldoorlog groeide het bedrijf gestaag en werd het ook actief in andere landen. Er werd te Overboelare op twee productielijnen hardboard en op één lijn zachtboard geproduceerd. In 1965 werd een nieuwe hardboardfabriek opgericht in Saint-Usage (Côte-d'Or).
In 1983 nam Gunnar Jordanson de productie van zachtboard over van de "Union Allumettière" luciferfabriek op de site te Overboelare (Geraardsbergen), alsook de productie van hardboard op de site in Frankrijk.
Onder leiding van Donald Coignez bouwde de onderneming in 1998 een derde hypermoderne productielijn, waardoor ze de grootste producent van zachtboard werd in Europa. Kort na de productiestart kwam de onderneming, ten gevolge van concurrentie uit het Oostblok en de economische crisis, in zwaar vaarwater terecht en ze diende in juni 2005 de deuren te sluiten.